# Foraminacephale
Foraminacephale ("hlava s kostěnými otvory") byl rod ptakopánvého pachycefalosauridního dinosaura, který žil na západním území Severní Ameriky (kanadská Alberta; souvrství Dinosaur Park a souvrství Oldman) v období pozdní křídy (stupeň kampán, asi před 77 až 73 miliony let). Typový druh F. brevis byl popsán dvojicí paleontologů v roce 2016.

## Původní zařazení
Fosilie objevil a poprvé popsal paleontolog Lawrence Lambe v roce 1918. Lambe pro ně stanovil jméno Stegoceras brevis. V roce 2000 pak dostal nové jméno Prenocephale od paleontologa Roberta M. Sullivana. O jedenáct let později Ryan Schott ve své dizertační práci stanovil nové rodové jméno Foraminacephale. Platným se stalo o pět let později s publikací popisné práce.

## Zařazení a ekologie
Foraminacephale byl rod blízce příbuzný rodům Amtocephale, Tylocephale nebo Prenocephale, náleží spolu s nimi do podčeledi Pachycephalosaurinae. Stejně jako jeho nejbližší příbuzní i tento dinosaurus byl zřejmě malým stádním býložravcem.